# Милешко Яків Андріанович
Яків Андріанович Миле́шко (нар. 16 січня 1898, Попівка — пом. 23 червня 1978, Одеса) — український радянський театральний режисер, заслужений діяч мистецтв УРСР з 1951 року.

## Біографія
Народився 4 [16] січня 1898 року в селі Попівці (нині Смирнове Пологівського району Запорізької області, Україна). Член РКП(б) з 1919 року. 1934 року закінчив Ленінградський театральний інститут.
Протягом у 1934—1941 років та у 1945—1947 роках працював режисером Ленінгрського театру опери та балету імені Сергія Кірова; у 1948—1962 роках — в Одеському театрі опери та балету: з 1954 року — головний режисер. Помер в Одесі 23 червня 1978 року.

## Постановки
Автор постановок опер:
- «Богдан Хмельницький», «Назар Стодоля» Костянтина Данькевича;
- «Борис Годунов», «Хованщина» Модеста Мусоргського;
- «Пікова дама» Петра Чайковського;
- «Казка про царя Салтана» Миколи Римського-Корсакова.